# Rolf Skoglund
Rolf Fredrik Skoglund (født 11. august 1940 i Stockholm, død 28. juni 2022) var en svensk skuespiller. Han studerede på Dramatens elevskola fra 1964 til 1967 og var delvist tilknyttet Dramaten indtil 2003, hvorefter han skiftede til Stockholms stadsteater.
Skoglund nåede i sin karriere at optræde i over 80 film og tv-serier. Han modtog O’Neill-stipendiet i 2007.

## Udvalgt filmografi
- Mordvapen till salu (1963)
- Flygplan saknas (1965)
- En håndfuld kærlighed (1974)
- Garagen (1975)
- Långt borta och nära (1976)
- Den alvorlige leg (1977)
- Mandagene med Fanny (1977)
- Forbudt for børn (1979)
- Svindlande affärer (1985)
- Stilleben (1985)
- I lovens navn (1986)
- V som i viking (tv-serie, 1991)
- De tre venner og Jerry (animeret tv-serie, 1999)
- Hundehotellet (animationsfilm, 2000)
- Hånden på hjertet (2000)
- Jönssonligan spelar högt (2000)
- Puder (2001)
- Håkan Bråkan & Josef (2004)
- Morgan Pålsson - Verdensreporteren (2008)
- Vi hade i alla fall tur med vädret – igen (2008)
- Kommissær Speck (2010)
- Maria Wern (tv-serie, 2020)
- Lögner att älska (2023)